# غفلت یک‌سویه

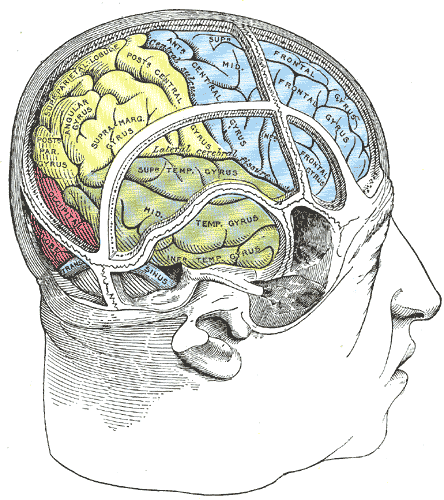
غفلت یک‌سویه معمولا ناشی از ضایعه در لوب آهیانه (تمپورال) راست است (رنگ زرد، در بالا)

غفلت نیمکره (به انگلیسی:"Hemispatial neglect" یا "Hemineglect") یک اختلال نورولوژیک است که در آن فرد معمولاً بر اثر آسیب به لوب آهیانه فوقانی (خصوصاً در لوب راست مغز) توجه و آگاهی از یک سمت را به طور عمده از دست می‌دهد(معمولاً توجه سمت چپ). این بیماری با ناتوانی در پردازش و درک محرک‌های یک سمت بدن شناخته می‌شود. در اکثر مواقع سمت مقابل نیمهٔ آسیب دیدهٔ مغز دچار غفلت و نادیدگی می‌شود. (برای مثال آسیب به نیمکره چپ مغز منجر به غفلت در سمت راست محرک های دیداری می‌شود)
غفلت نیمکره اغلب به دلیل آسیب به نیمکرهٔ راست مغز اتفاق می‌افتد که منجر به از دست رفتن آگاهی نیمهٔ چپ فرد می‌شود. اما غفلت نیمکره راست نادر است؛ زیرا ادراک سمت راست بدن به طور مشترک توسط نیمکرهٔ چپ و راست تشکیل می‌شود و آسیب به نیمکرهٔ چپ مغز به تنهایی نمی‌تواند منجر به اختلال نیمکره راست شود.

برای مثال ضربه به لوب آهیانه‌ای راست مغز می‌تواند به اختلال میدان دید سمت چپ فرد منجر شود، به گونه‌ای که فرد آسیب دیده طوری رفتار می‌کند که انگار نیمکره چپ مغز وجود ندارد. برای مثال اگر از چنین فردی خواسته شود که ساعتی را نقاشی کند، بیمار تنها شماره‌های ۶ تا ۱۲ را می‌کشد. یا اینکه فرد مبتلا هنگام خوردن غذا به نیمهٔ راست بشقاب خود دست نمی‌زند.

## درمان‌ها
درمان این اختلال شامل راه‌هایی می‌شود که توجه فرد را به سمت راست بیشتر معطوف کند. اینکار معمولاً به طور تدریجی انجام می‌شود؛ ابتدا چند درجه از خط میانه ادراکی عبور می‌کنند سپس از آنجا شروع به پیشرفت می‌کنند. اینکار معمولاً توسط متخصصین مغز و اعصاب، روانپزشکان و اپتومتریست انجام می‌شود.

اینکار به شیوه‌های مختلفی انجام می‌شود؛ برای مثال از یک لنز برای منحرف کردن دید فرد به نیمهٔ راست استفاده می‌شود. یا اینکه دست سالم فرد بیمار را می‌بندند تا به استفاده از دست غفلت زده مجبور شود. یا از یک چشم بند برای پوشاندن چشم سالم استفاده می‌کنند تا فرد مجبور به استفاده از چشم غفلت زده شود.